# ورشچاگینو، بخش ورشچاگینسکی، پرم
شهر ورشچاگینو، بخش ورشچاگینسکی، پرم (به روسی: Верещагино) در کشور روسیه و در کرای پرم واقع شده‌است.